# بافيل تشالوبكا
بافيل تشالوبكا (مواليد 4 مايو 1959) هو لاعب كرة قدم. لعب مع منتخب تشيكوسلوفاكيا لكرة القدم. سبق له أن لعب في كأس العالم لكرة القدم مع منتخب بلاده.

## روابط خارجية
- بافيل تشالوبكا على موقع الاتحاد الأوربي (الإنجليزية)
- بافيل تشالوبكا على موقع الاتحاد التشيكي (الإنجليزية)
- بافيل تشالوبكا على موقع قاعدة بيانات كرة القدم.إي يو (الإنجليزية)
- بافيل تشالوبكا على موقع ناشيونال فوتبول تيمز (الإنجليزية)
- بافيل تشالوبكا على موقع عالم كرة القدم.نت (الإنجليزية)